# George Balint
George Balint (* 11. Februar 1961 in Târgoviște; † 30. August 2019 in Bukarest) war ein rumänischer Komponist, Pianist und Dirigent.

## Leben und Wirken
Balint besuchte von 1976 bis 1980 die Klavierklasse von Huba Bertalan am Musiklyzeum von Ploiești. Danach studierte er bis 1986 am Konservatorium Ciprian Porumbescu in Bukarest Komposition bei Ștefan Niculescu, Orchestration bei Nicolae Beloiu und Tiberiu Olah, Harmonielehre bei Alexandru Pașcanu, Dirigieren bei Constantin Bugeanu und Iosif Conta und Partiturlesen bei József Csire.
Es schloss sich ein Dissertationsstudium der Musikwissenschaft bei Anatol Vieru und Octavian Nemescu (1986 bis 1987) und später (2000 bis 2001) ein Masterstudium im Fach Dirigieren bei Cristian Brâncuși an. Von 1990 bis 1994 war er Assistent an der Musikakademie von Bukarest. Von 1997 bis 2000 wirkte er als künstlerischer Direktor der Rumänischen Nationaloper. Ab 2000 war er Mitarbeiter der Musikredaktion von Radiodifuziunea Română  Bukarest, ab 2001 künstlerischer Berater und Dirigent beim Teatrul National de Operetă "Ion Dacian".

## Werke
- Suite pentru pian pe teme populare Românești, 1982
- Toamna Liederzyklus nach Versen von George Bacovia, 1982
- Sonate für Klarinette und Klavier, 1983
- Peisaj Liederzyklus nach Versen von George Bacovia, 1983
- Streichquartett, 1984
- Plumb  Liederzyklus nach Versen von George Bacovia, 1984
- Povestea unei aripi für Klarinettenseptett, 1985
- Lacustra, Oratorium für Bariton, gemischten Chor und Orchester, 1986
- Amphion für Gitarre, 1987
- Varis für Cello und Schlagzeug, 1987
- Trio für Flöte, Oboe und Fagott, 1988
- Istorie für Kammerorchester, 1988
- Sărbătoarea Bradului, Choralzyklus, 1989
- Focul viu für Klarinette und Schlagzeug, 1990
- Întâlnirea für Kammerorchester, 1991
- Pasul aerului für Instrumentalensemble, 1992
- Klaviersuite, 1992
- Rhoe für Klarinette, Violine und Klavier, 1994
- de-a sunetele für Rezitator und Orchester nach Versen von Marin Sorescu, 1995
- A Bradului für gemischten Chor, 1995
- Cântecul Zorilor für Orchester, 1996
- Chemare, 1997
- Puncte pentru Arhimede Drei Lieder für Sopran und Klavier nach Versen von Doru Râmniceanu, 1997
- Proodos für Schlagzeugquartett, 1998
- Între Timpuri für Klarinette, Violine und Klavier, 1999
- A Înserării für Bläserensemble, Klavier und Schlagzeug, 1999
- Rezonanța lyrische Szene für Sopran, Klarinette und Schlagzeug nach Versen von Johann Wolfgang von Goethe, 1999
- Leagăn de-amurg für Instrumentalensemble, 2000
- Zwei Lieder nach Versen von Mihai Eminescu, 2000
- TURLE I, II, III, Lieder für Sopran, Violine und Klavier nach Versen von Ion Stratan, 2000
- Pe un  Poem de Eminescu für Stimme und zwei Instrumente, 2001
- Ler, Doamne!, Triptychon für gemischten Chor, 2001
- Drei Madrigale für gemischten Chor nach Versen von Mihai Eminescu, 2002
- Dinainte de Trezire für Rezitator, Mezzosopran, Bass und Instrumentalensemble, 2003
- Odată cu trecerea timpului, Trio für Altsaxophon, Viola und Klavier, 2005
- În faptul unei stări, Trio für Oboe, Viola und Klavier, 2006
- Înainte de rostire, Poem ohne Worte für Sopran, Altsaxophon und Viola, 2008